# Dolohmwar
Dolohmwar ist der höchste Berg der Föderierte Staaten von Mikronesien mit einer Höhe von 791 m. Er liegt auf der Insel Pohnpei.